# MSC 2000
MSC 2000 (ang. Mathematics Subject Classification 2000) – hierarchiczna klasyfikacja badań naukowych w matematyce sformułowana przez Amerykańskie Towarzystwo Matematyczne.

## Podział na dziedziny
Główny poziom rozróżnia 64 dziedziny, każda identyfikowana przez dwie cyfry. Na przykład:
- "03" to Logika matematyczna i Podstawy matematyki
- "05" to Kombinatoryka
- "08" to Ogólne systemy algebraiczne
- "11" to Teoria liczb
- "12" to Teoria ciał i wielomiany
- "27" to Systemy dynamiczne
- "68" to Informatyka teoretyczna
- "97" to Nauczanie matematyki

Każda z głównych dziedzin jest następnie podzielona na poddziedziny. 
Na przykład:
- poddziedzinami "03" są między innymi
  - "03C" Teoria modeli
  - "03D" Złożoność obliczeniowa i Teoria rekursji
  - "03E" Teoria mnogości
- poddziedzinami "68" są między innymi 
  - "68Q" Teoria obliczeń
  - "68T" Sztuczna inteligencja

Każda poddziedzina może być podzielona na węższe gałęzie:
- w poddziedzinie "03D" możemy wyróżnić
  - 03D10 Maszyny Turinga i związane z nimi pojęcia;
- poddziedzina "68Q" ma obecnie 18 gałęzi, a wśród nich:
  - 68Q05 Modele obliczeń (Maszyny Turinga itd.)
  - 68Q45 Języki formalne i automaty.

Jednakże, nie zawsze jest oczywiste jak dana publikacja czy twierdzenie powinny być zaklasyfikowane. Na przykład, podobne pytania mogą być zaliczone do "68Q05" (Maszyny Turinga z punktu widzenia informatyki teoretycznej) lub do "03D10" (Maszyny Turinga z punktu widzenia matematycznego). Dlatego do klasyfikowania prac matematycznych używa się więcej niż jednej kategorii: kategorię główną (primary) i dodatkowe kategorie poboczne (secondary).